# Berg en Dal
Berg en Dal è una municipalità dei Paesi Bassi situata nella provincia della Gheldria, ufficialmente istituita il 1º gennaio 2015 e consistente del territorio delle ex municipalità di Groesbeek, Millingen aan de Rijn e Ubbergen, le quali hanno cessato di esistere lo stesso giorno.
Durante il 2015 la municipalità ha mantenuto il nome di una delle tre che la hanno formata, Groesbeek, mantenendone anche il codice statistico, mentre, a partire dal 1º gennaio 2016 ha assunto il nuovo nome di Berg en Dal.